# Gregor Hammerl

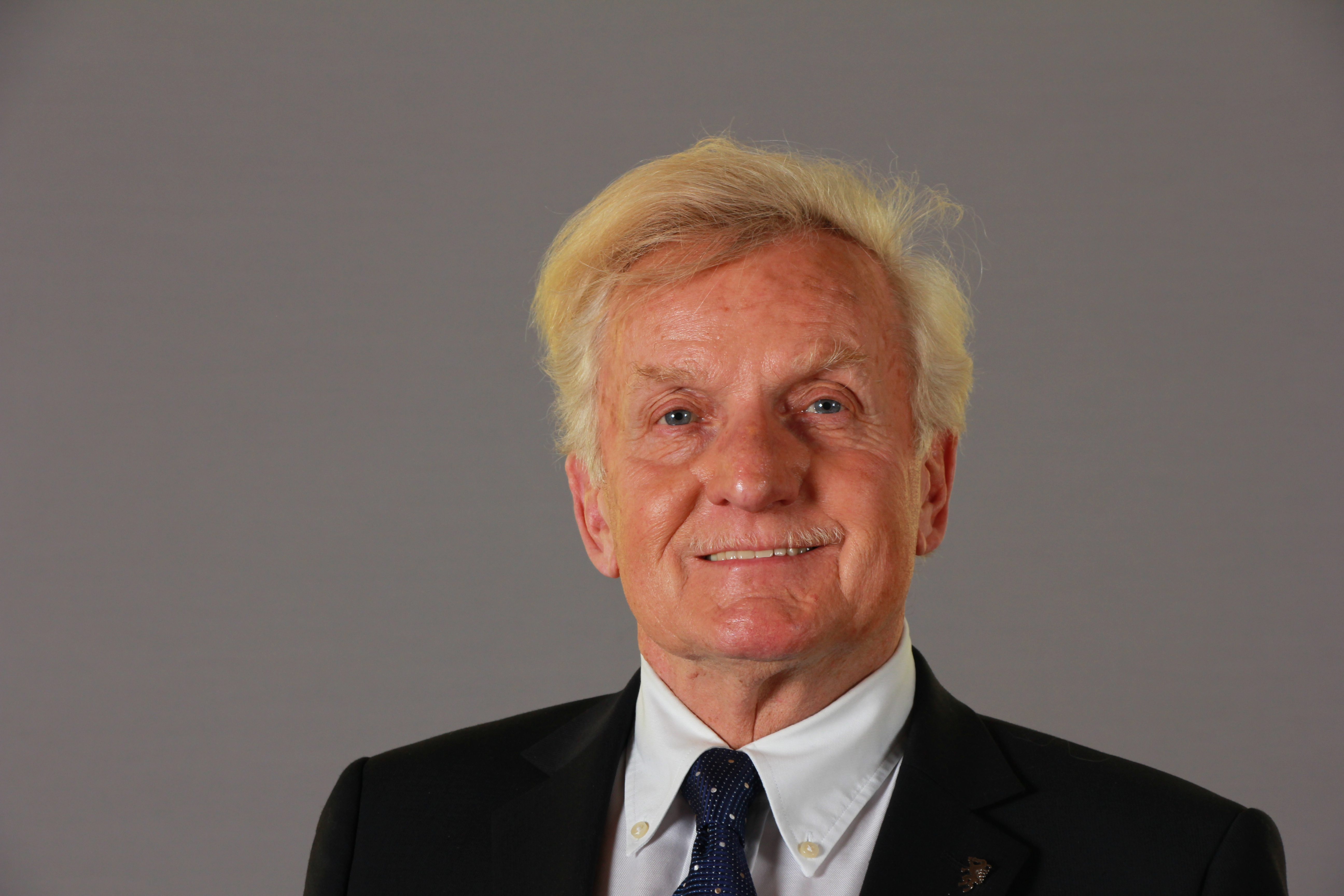
Gregor Hammerl (2017)

Gregor Hammerl (* 8. Juni 1942 in Graz; † 1. November 2023 ebenda) war ein österreichischer Politiker (ÖVP). Hammerl war von 2010 bis 2014 und von 2015 bis 2018 Mitglied des österreichischen Bundesrats und von 2000 bis 2010 sowie von 2014 bis 2015 Abgeordneter zum Steiermärkischen Landtag. Von 1. Jänner bis 30. Juni 2012 war er Präsident des Bundesrates.

## Ausbildung und Beruf
Hammerl besuchte nach der Volks- und Hauptschule die Höhere technische Bundeslehr- und Versuchsanstalt Graz-Gösting und arbeitete danach als Techniker, Former und Gießer in der Maschinenfabrik Andritz. Er leistete 1962 den Präsenzdienst ab und war zwischen 1963 und 1987 beim Österreichischen Bundesheer tätig, wo er zunächst EF-Zugskommandant und Kommandant der Ausbilder der Reserveoffiziere war, zuletzt als Vizeleutnant. Er absolvierte eine Ausbildung zum staatlich geprüften Trainer im Bundesheer und fungierte ab 1972 als gewählter Obmann der Personalvertretung beim Bundesheer und stellvertretender Obmann des Fachausschusses Steiermark, wobei er für rund 3500 Offiziere, Unteroffiziere und Zivilbedienstete zuständig war.

## Politik
Hammerl war von 1986 bis 1987 Organisationsreferent der Grazer Volkspartei und hatte zwischen 1987 und 1994 die Funktion des Stadtparteigeschäftsführer der Grazer Volkspartei inne. Zudem war er von 1988 bis 2000 als Gemeinderat in Graz aktiv und hatte von 1997 bis 1999 das Amt des geschäftsführenden Stadtparteiobmanns inne. Von 2000 bis 2010 war Hammerl erstmals Abgeordneter im Steiermärkischen Landtag. Von 2000 bis 2004 war er Stadtparteiobmannstellvertreter der ÖVP Graz. Er nahm im ÖVP-Landtagsklub die Rolle des Sprechers für Soziales und Senioren ein und war ab September 2009 Landesobmann des Seniorenbundes in der Steiermark. Zudem hatte Hammerl die Funktion des Vorsitzenden des Hilfswerks Steiermark inne und war Generalsekretär der EURAG („Europäische Arbeitsgemeinschaft der älteren Generation Europas“).
Erstmals vom Steiermärkischen Landtag in den österreichischen Bundesrat entsandt wurde Gregor Hammerl am 21. Oktober 2010. Er blieb vier Jahre lang, bis zum 20. Jänner 2014, Mitglied des Bundesrats und übernahm während dieser Zeit im ersten Halbjahr 2012 turnusgemäß das Amt des Präsidenten des österreichischen Bundesrats. Im Jänner 2014 wechselte Hammerl zunächst wieder als Abgeordneter in den Steiermärkischen Landtag und gab daher sein Mandat im Bundesrat an Ernst Gödl weiter. Nach der Landtagswahl in der Steiermark 2015 wurde Hammerl mit 16. Juni 2015 erneut vom Landtag in den Bundesrat nach Wien entsandt.
Im Bundesrat folgte ihm im Oktober 2018 Bruno Aschenbrenner nach.

## Auszeichnungen
- 2017: Großes Goldenes Ehrenzeichen mit dem Stern für Verdienste um die Republik Österreich[4]
- 2022: Großes Goldenes Ehrenzeichen des Landes Steiermark mit dem Stern[5][6]

## Tod
Am 1. November 2023 verstarb Gregor Hammerl im Alter von 81 Jahren.